# 대한민국의 도청 소재지
대한민국의 도를 관할하는 도청 소재지(道廳所在地)는 다음과 같다.

## 도청 소재지
| 도             | 도청             | 1896~           | 1910~           | 1910~           | 1925~           | 1925~           | 1932~           | 1932~           | 1945~           | 1945~           | 1946~           | 1946~  | 1949~  | 1949~ | 1963~ | 1963~ | 1967~ | 1967~ | 1981~ | 1981~ | 1983~ | 1983~ | 1986~ | 1986~ | 1989~ | 1989~ | 2005~ | 2005~ | 2013~ | 2013~ | 2016~ | 2016~ |      |      |      |
| 경기도         | 경기도청         | 수원            | 수원            | 경성            | 경성            | 경성            | 경성            | 경성            | 서울            | †               | †               | †      | †      | †     | †     | †     | †     | 수원  | 수원  | 수원  | 수원  | 수원  | 수원  | 수원  | 수원  | 수원  | 수원  | 수원  | 수원  | 수원  | 수원  | 수원  |      |      |      |
| 강원특별자치도 | 강원특별자치도청 | 춘천            | 춘천            | 춘천            | 춘천            | 춘천            | 춘천            | 춘천            | 춘천            | 춘천            | 춘천            | 춘천   | 춘천   | 춘천  | 춘천  | 춘천  | 춘천  | 춘천  | 춘천  | 춘천  | 춘천  | 춘천  | 춘천  | 춘천  | 춘천  | 춘천  | 춘천  | 춘천  | 춘천  | 춘천  | 춘천  | 춘천  |      |      |      |
| 충청북도       | 충청북도청       | 충주            | 충주            | 청주            | 청주            | 청주            | 청주            | 청주            | 청주            | 청주            | 청주            | 청주   | 청주   | 청주  | 청주  | 청주  | 청주  | 청주  | 청주  | 청주  | 청주  | 청주  | 청주  | 청주  | 청주  | 청주  | 청주  | 청주  | 청주  | 청주  | 청주  | 청주  |      |      |      |
| 충청남도       | 충청남도청       | 공주            | 공주            | 공주            | 공주            | 공주            | 공주            | 대전            | 대전            | 대전            | 대전            | 대전   | 대전   | 대전  | 대전  | 대전  | 대전  | 대전  | 대전  | 대전  | 대전  | 대전  | 대전  | 대전  | †     | †     | †     | †     | 홍성  | 홍성  | 홍성  | 홍성  |      |      |      |
| 경상북도       | 경상북도청       | 대구            | 대구            | 대구            | 대구            | 대구            | 대구            | 대구            | 대구            | 대구            | 대구            | 대구   | 대구   | 대구  | 대구  | 대구  | 대구  | 대구  | 대구  | †     | †     | †     | †     | †     | †     | †     | †     | †     | †     | †     | †     | 안동  | 안동 | 안동 | 안동 |
| 경상남도       | 경상남도청       | 진주            | 진주            | 진주            | 진주            | 부산            | 부산            | 부산            | 부산            | 부산            | 부산            | 부산   | 부산   | 부산  | †     | †     | †     | †     | †     | †     | †     | 창원  | 창원  | 창원  | 창원  | 창원  | 창원  | 창원  | 창원  | 창원  | 창원  | 창원  |      |      |      |
| 전북특별자치도 | 전북특별자치도청 | 전주            | 전주            | 전주            | 전주            | 전주            | 전주            | 전주            | 전주            | 전주            | 전주            | 전주   | 전주   | 전주  | 전주  | 전주  | 전주  | 전주  | 전주  | 전주  | 전주  | 전주  | 전주  | 전주  | 전주  | 전주  | 전주  | 전주  | 전주  | 전주  | 전주  | 전주  |      |      |      |
| 전라남도       | 전라남도청       | 광주            | 광주            | 광주            | 광주            | 광주            | 광주            | 광주            | 광주            | 광주            | 광주            |        |        |       |       |       |       |       |       |       |       |       |       | †     | †     | †     | †     | 무안  | 무안  | 무안  | 무안  | 무안  |      |      |      |
| 제주특별자치도 | 제주특별자치도청 | (전라남도 소속) | (전라남도 소속) | (전라남도 소속) | (전라남도 소속) | (전라남도 소속) | (전라남도 소속) | (전라남도 소속) | (전라남도 소속) | (전라남도 소속) | (전라남도 소속) | 제주   | 제주   | 제주  | 제주  | 제주  | 제주  | 제주  | 제주  | 제주  | 제주  | 제주  | 제주  | 제주  | 제주  | 제주  | 제주  | 제주  | 제주  | 제주  | 제주  | 제주  |      |      |      |
| 평안남도       | 평안남도청       | 평양            | 평양            | 평양            | 평양            | 평양            | 평양            | 평양            | 평양            | 평양            | 평양            | 평양   | 평양   | 서울  | 서울  | 서울  | 서울  | 서울  | 서울  | 서울  | 서울  | 서울  | 서울  | 서울  | 서울  | 서울  | 서울  | 서울  | 서울  | 서울  | 서울  | 서울  |      |      |      |
| 평안북도       | 평안북도청       | 신의주          | 신의주          | 신의주          | 신의주          | 신의주          | 신의주          | 신의주          | 신의주          | 신의주          | 신의주          | 신의주 | 신의주 | 서울  | 서울  | 서울  | 서울  | 서울  | 서울  | 서울  | 서울  | 서울  | 서울  | 서울  | 서울  | 서울  | 서울  | 서울  | 서울  | 서울  | 서울  | 서울  |      |      |      |
| 함경남도       | 함경남도청       | 함흥            | 함흥            | 함흥            | 함흥            | 함흥            | 함흥            | 함흥            | 함흥            | 함흥            | 함흥            | 함흥   | 함흥   | 서울  | 서울  | 서울  | 서울  | 서울  | 서울  | 서울  | 서울  | 서울  | 서울  | 서울  | 서울  | 서울  | 서울  | 서울  | 서울  | 서울  | 서울  | 서울  |      |      |      |
| 함경북도       | 함경북도청       | 청진            | 청진            | 청진            | 청진            | 청진            | 청진            | 청진            | 청진            | 청진            | 청진            | 청진   | 청진   | 서울  | 서울  | 서울  | 서울  | 서울  | 서울  | 서울  | 서울  | 서울  | 서울  | 서울  | 서울  | 서울  | 서울  | 서울  | 서울  | 서울  | 서울  | 서울  |      |      |      |
| 황해도         | 황해도청         | 해주            | 해주            | 해주            | 해주            | 해주            | 해주            | 해주            | 해주            | 해주            | 해주            | 해주   | 해주   | 서울  | 서울  | 서울  | 서울  | 서울  | 서울  | 서울  | 서울  | 서울  | 서울  | 서울  | 서울  | 서울  | 서울  | 서울  | 서울  | 서울  | 서울  | 서울  |      |      |      |

- 위 표에서 † 표시로 점선분리된 칸은 도청 소재지가 특별시 (당시 특별자유시) 또는 광역시(당시 직할시) 설치로 도의 관할이 아닌 지역에 도청이 소재한 기간이다.

## 기타
- 제주도와 그 부속 도서는 1946년까지 전라남도에 속했다. 1946년에 전라남도에서 제주도가 분리되어 이를 관할하는 제주도청이 설치되었다. 2006년 제주도가 제주특별자치도로 개편됨에 따라 제주도청도 제주특별자치도청으로 개편되었다.
- 경기도청은 의정부시에 북부청사를 두고 있다.
- 강원특별자치도청은 강릉시에 환동해본부를 두고 있다. 2023년 강원도가 강원특별자치도로 개편됨에 따라 강원도청도 강원특별자치도청으로 개편되었다.
- 충청북도청은 제천시에 북부출장소를, 옥천군에 남부출장소를 각각 두고 있다.
- 충청남도청은 금산군에 남부출장소를 두고 있다.
- 전북특별자치도청은 전주시에 청사를 두고 있다. 2024년 전라북도가 전북특별자치도로 개편됨에 따라 전라북도청도 전북특별자치도청으로 개편되었다.
- 전라남도청은 순천시에 동부출장소를 두고 있었다. 2014년부터 동부지역본부로 승격되었다.
- 경상북도청은 포항시 북구에 동부청사를 두고 있다.
- 경상남도청은 2015년 12월 17일부로 진주시에 구 진주의료원 건물에 서부청사를 설치하였다.

## 같이 보기
- 감영
- 이북5도위원회 : 이북5도 등에 관한 특별조치법에 의거하여 이북5도의 임시 도청은 서울특별시에 소재하며, 현재 청사인 이북5도청은 종로구 비봉길 64 (구기동)에 있다.